# Sagrestia di Santa Trinita
La Sagrestia di Santa Trinita si trova nella basilica di Santa Trinita di Firenze, con accesso dalla testa del transetto destro. Si sviluppa fiancheggiando via del Parione.

## Storia
Anticamente era una vera e propria cappella, la Cappella Strozzi, che fu fatta progettare da Noferi (Onofrio) di Palla Strozzi (1345-1417) per lascito testamentario, ma venne messa in opera solo dopo la sua morte (1418) per opera del figlio Palla, tra il 1419 e il 1423. Il progetto è solitamente attribuito a Lorenzo Ghiberti, a cui sarebbe poi subentrato Michelozzo. Ormai declinato è invece il nome di Filippo Brunelleschi. 
L'attribuzione a Ghiberti, avanzata dal Marchini, si basa, oltre che su fattori stilistici, su una flebile traccia documentaria, con Ghiberti citato nel 1420 come supervisore, accanto a un tale Cola di Niccolò d'Arezzo, ai lavori di carpenteria nella cappella, ai quali lavorava il noto stipettaio Antonio da Baise. 

## Descrizione
La mano di Ghiberti si riconosce soprattutto nel portale, a fianco della Cappella Sassetti, nei finestroni allungati di foggia gotica, ma con elementi rinascimentali come il timpano. Il portale manca molto probabilmente del coronamento. Nel XIX secolo una foto di Giacomo Brogi (n. 8438) mostra il portale all'ingresso della cappella delle reliquie sul lato opposto del transetto, ma si tratta probabilmente di un calco eseguito nel 1771 e rimosso in occasione dei restauri del 1881-1897. 
Il pavimento è nitidamente definito da un reticolato marmoreo bianco e nero, mentre in alcuni punti, come sui gradini, sono presenti elementi decorativi in pietra lucidata, come il fregio delle due piume entro una corona.

### Opere

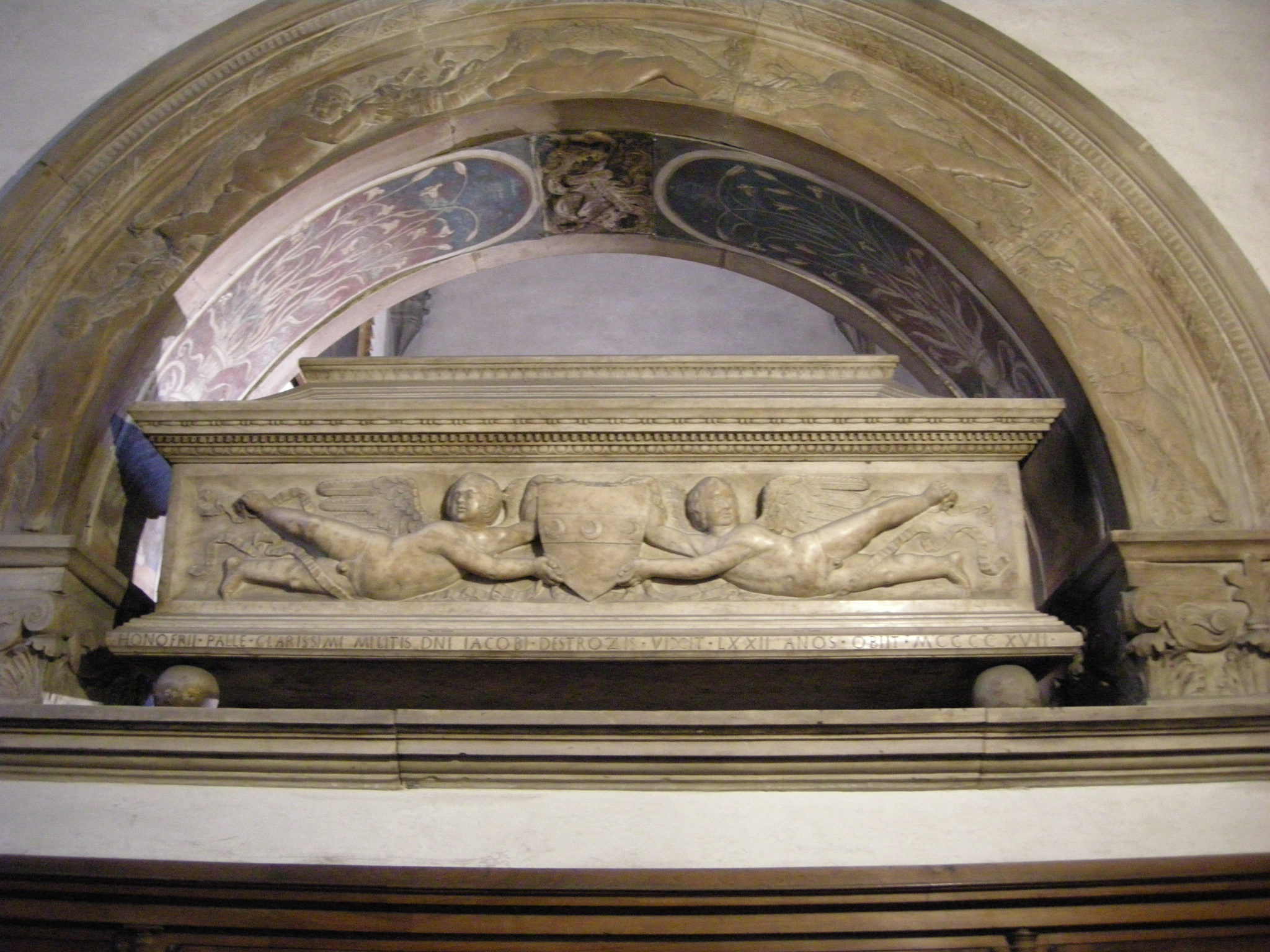
La tomba di Onofrio Strozzi

La sepoltura di Onofrio Strozzi fu collocata a fianco dell'altare, incassata al di sotto di un arco nella parete, in un sarcofago scolpito da Pietro Lamberti nel 1418 (alcune fonti la attribuiscano al giovane Michelozzo), con pitture floreali nel sottarco attribuite a Gentile da Fabriano.
Gli stalli sono di Manno Mannocci, mentre l'altare è sormontato da una Pietà firmata da Vittorio Barbieri e datata 1743, ispirata a quella vaticana di Michelangelo Buonarroti; più in lato la pala con l'Esaltazione di Santa Monica di Alessandro Gherardini (1697). L'affresco staccato del Noli me tangere è un'opera giovanie di Puccio Capanna, del 1340 circa. Un'altra lunetta staccata, posta sopra il lavabo, è dipinta col Cristo in pietà di Niccolò di Tommaso (1365-1370), mentre i pannelli della Crocefissione sono opere di inizio de Quattrocento di un artista legato ancora agli schemi gotici.
All'interno sono conservati alcuni reliquiari e un lavabo quattrocentesco in pietra serena, con una fascia decorata da due testine tra girali, attribuita alla bottega di Luca della Robbia, e una lunetta con San Giovanni Gualberto benedicente, attribuita a Francesco di Simone Ferrucci e proveniente dall'abbazia di Vallombrosa. 
Qui giunse la splendida pala con l'Adorazione dei Magi di Gentile da Fabriano, ora alla Galleria degli Uffizi, datata 1423; sempre per questo luogo Lorenzo Monaco iniziò la Deposizione, poi magnificamente conclusa una decina di anni dopo dal Beato Angelico, ora al Museo nazionale di San Marco. Qui si trovava anche un busto di Cristo in terracotta, opera di Pietro Torrigiano.

## Altre immagini

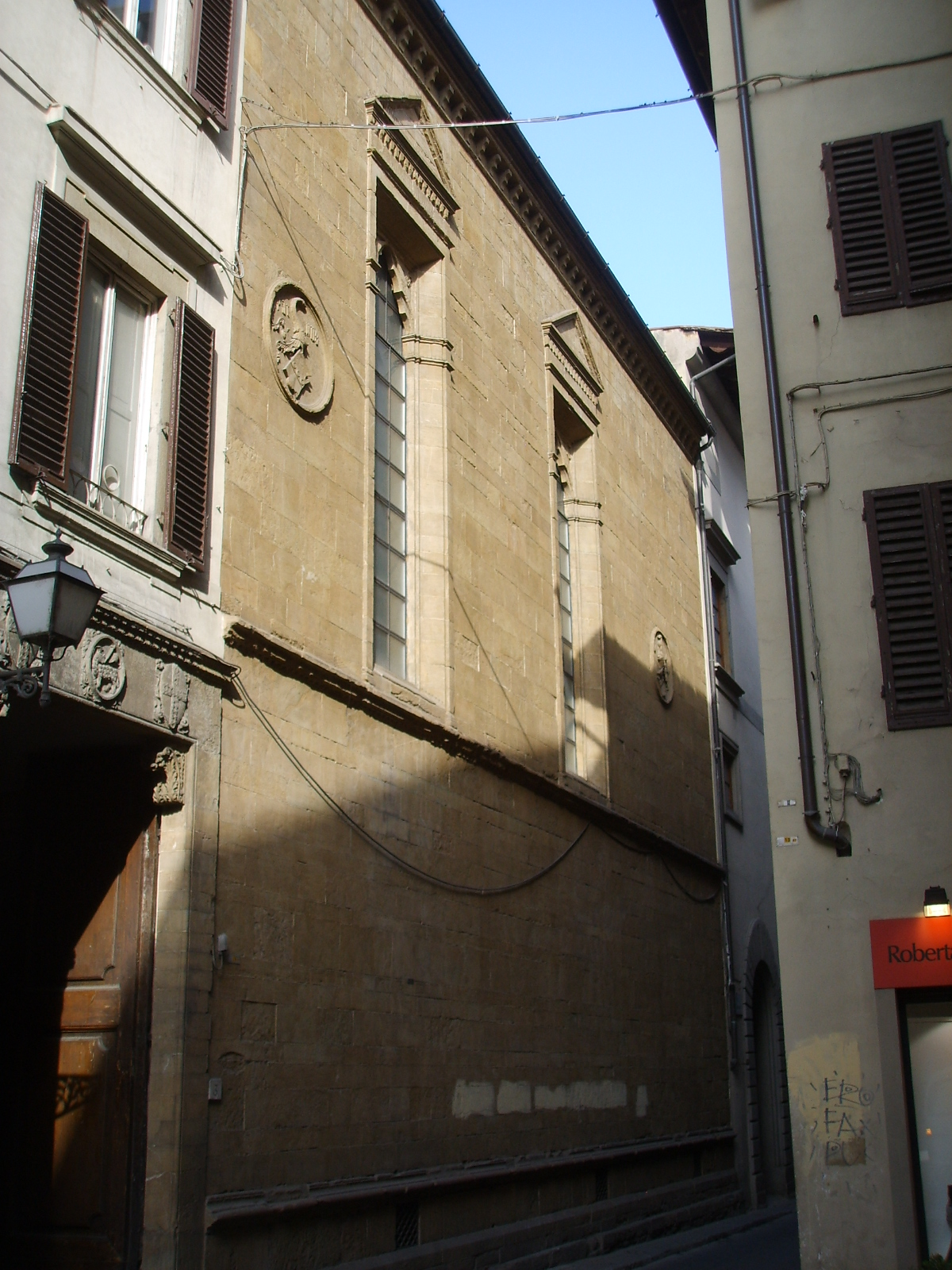
L'esterno
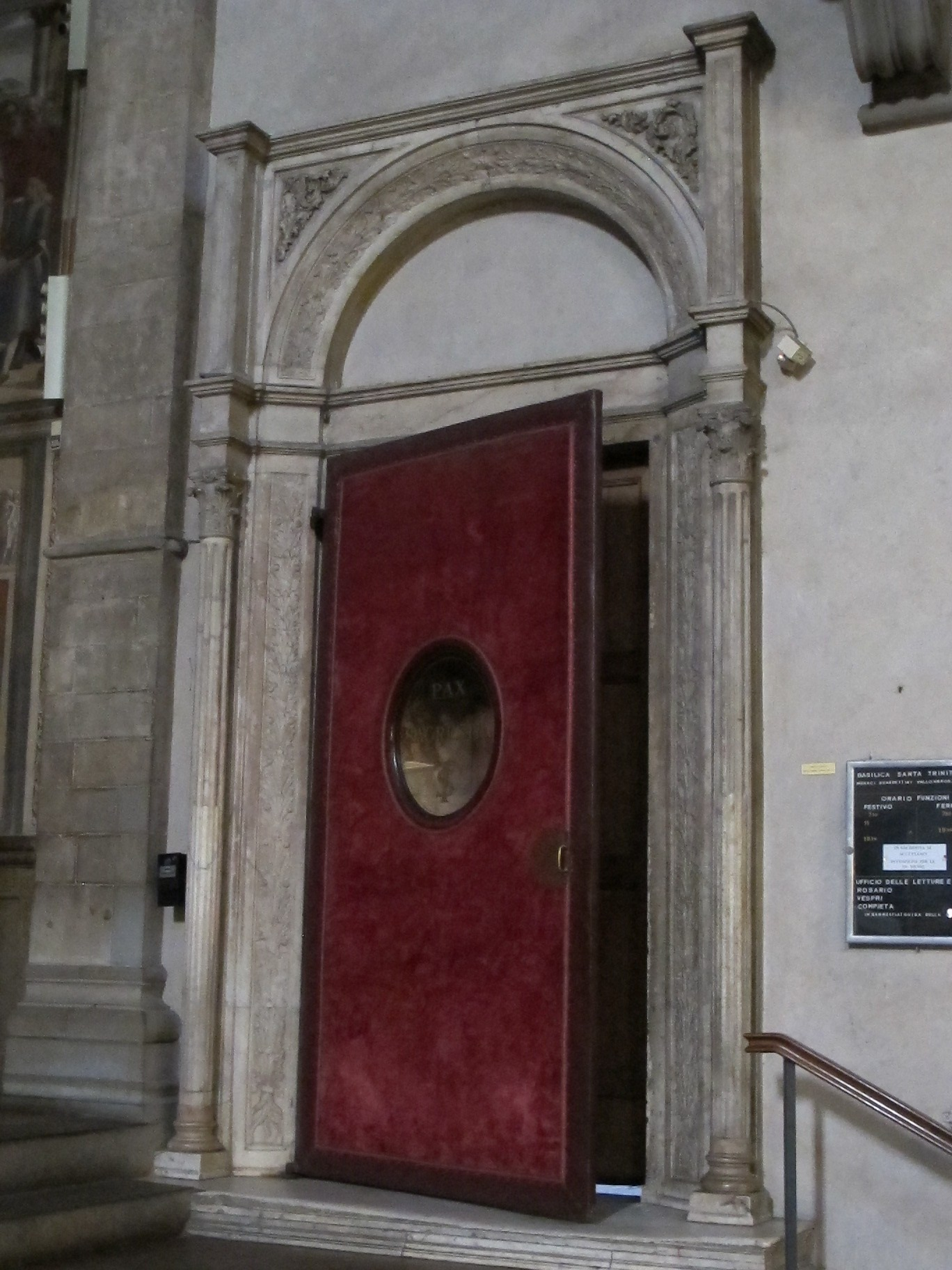
Il portale di Ghiberti
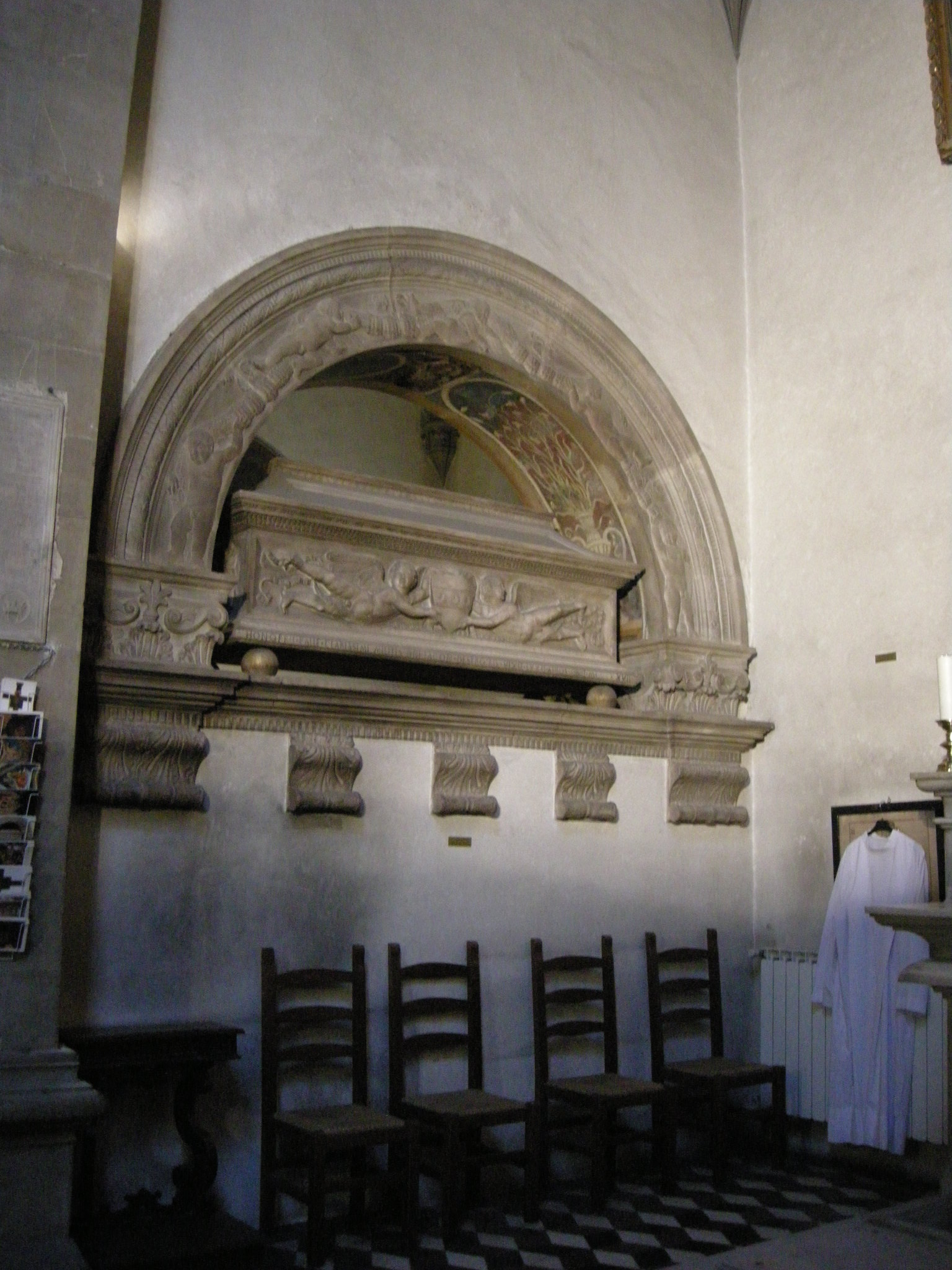
La tomba di Onofrio Strozzi
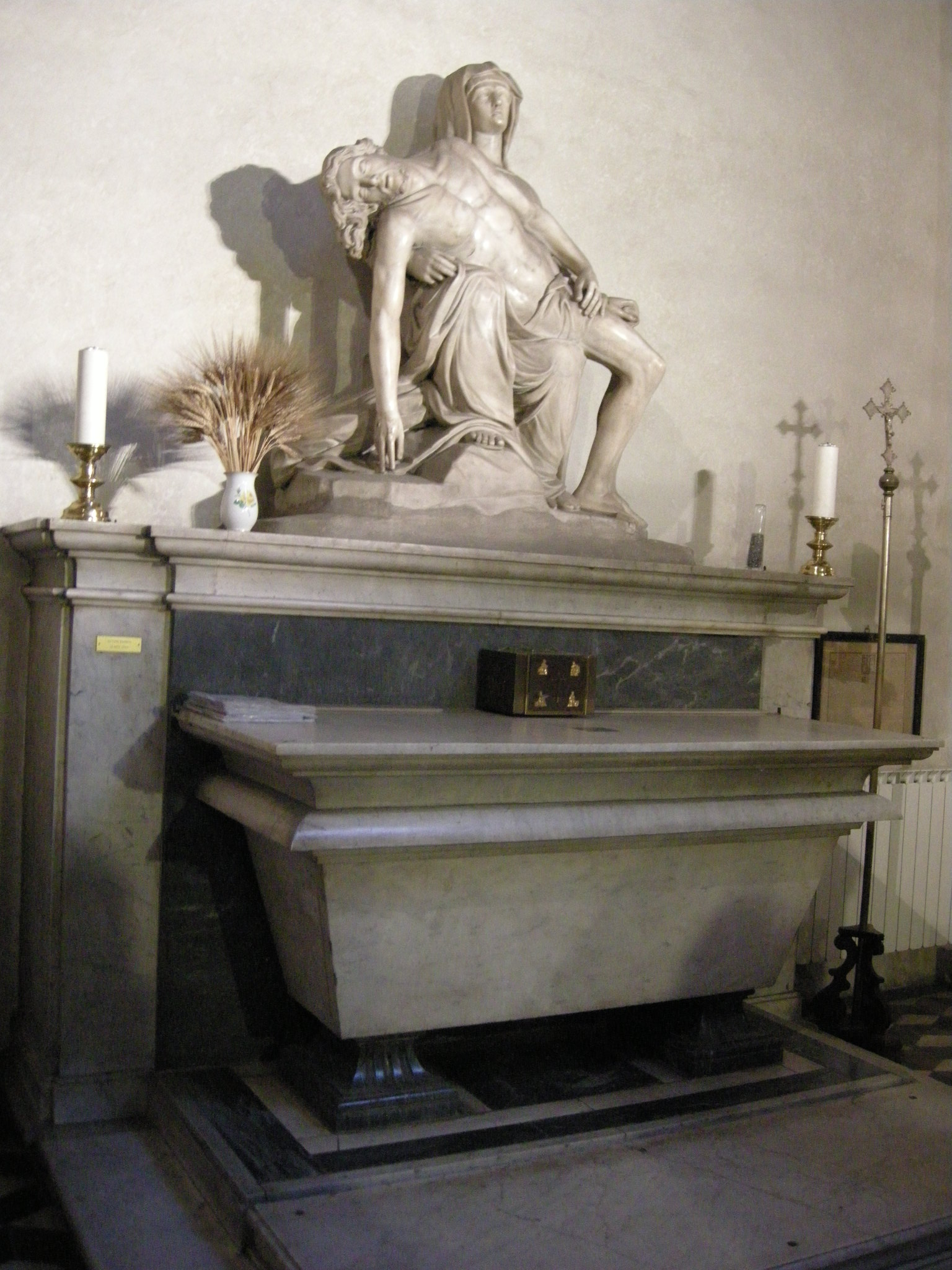
Altare con la Pietà di Vittorio Barbieri
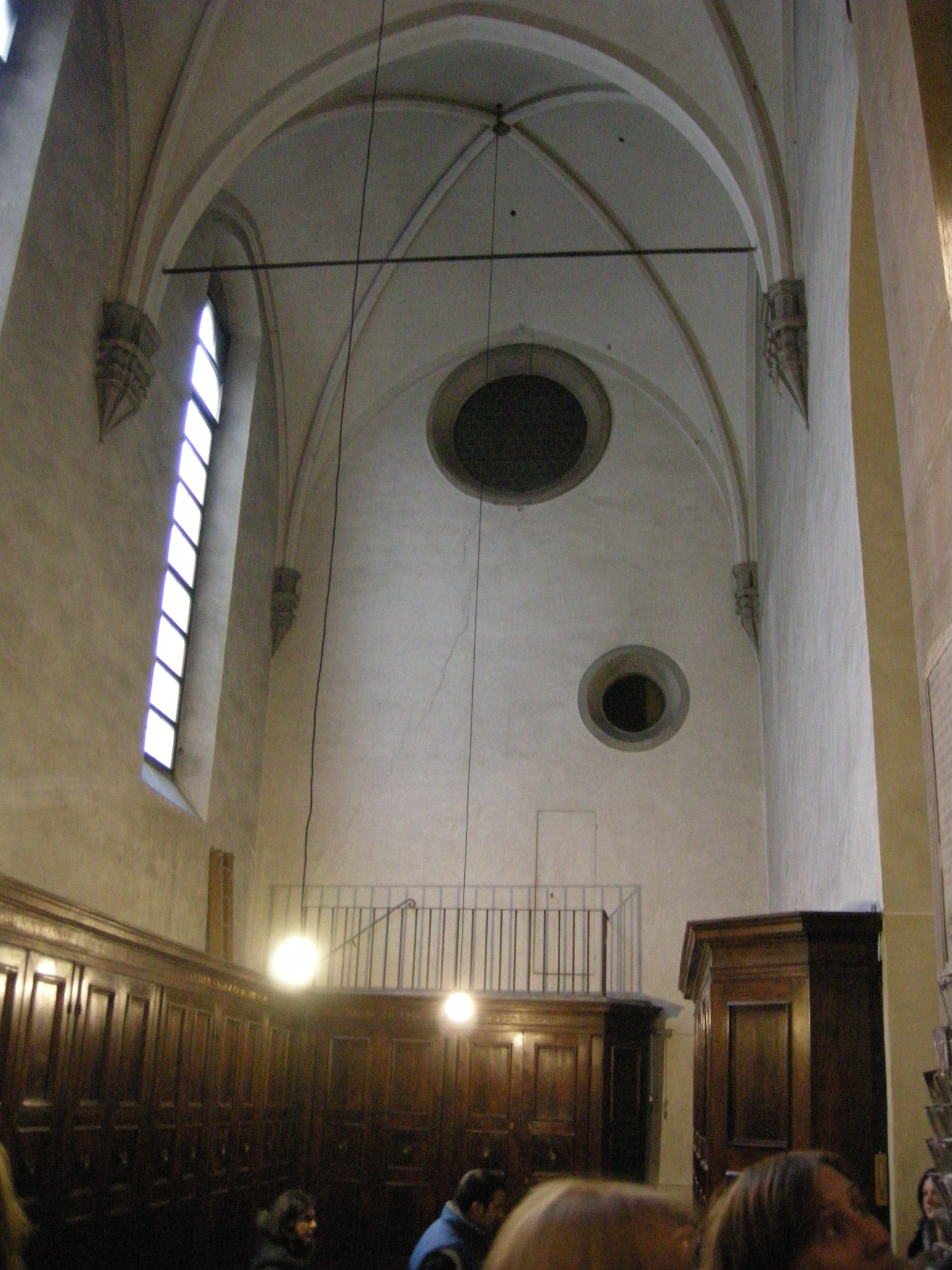
L'ingresso
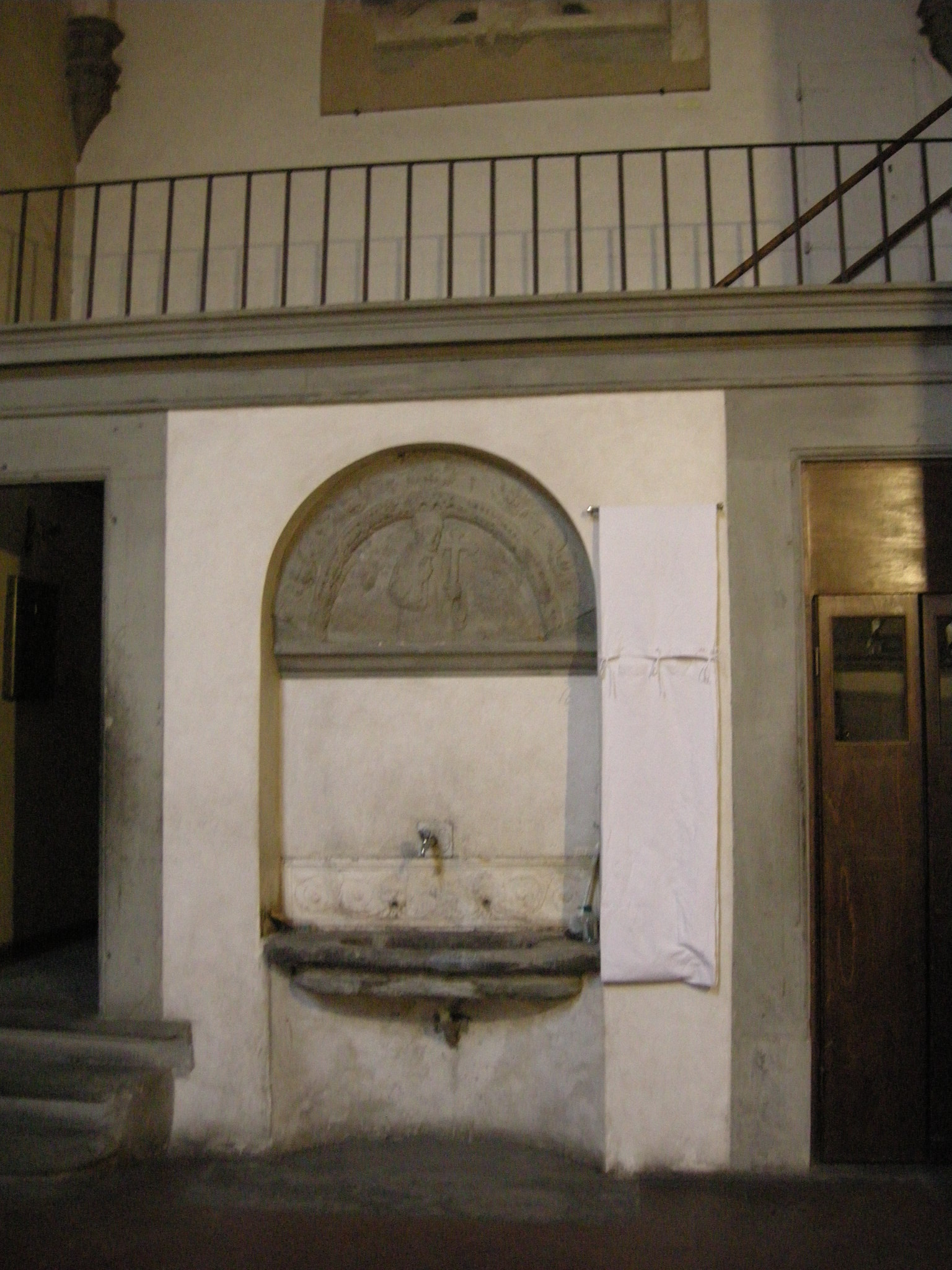
Il lavabo
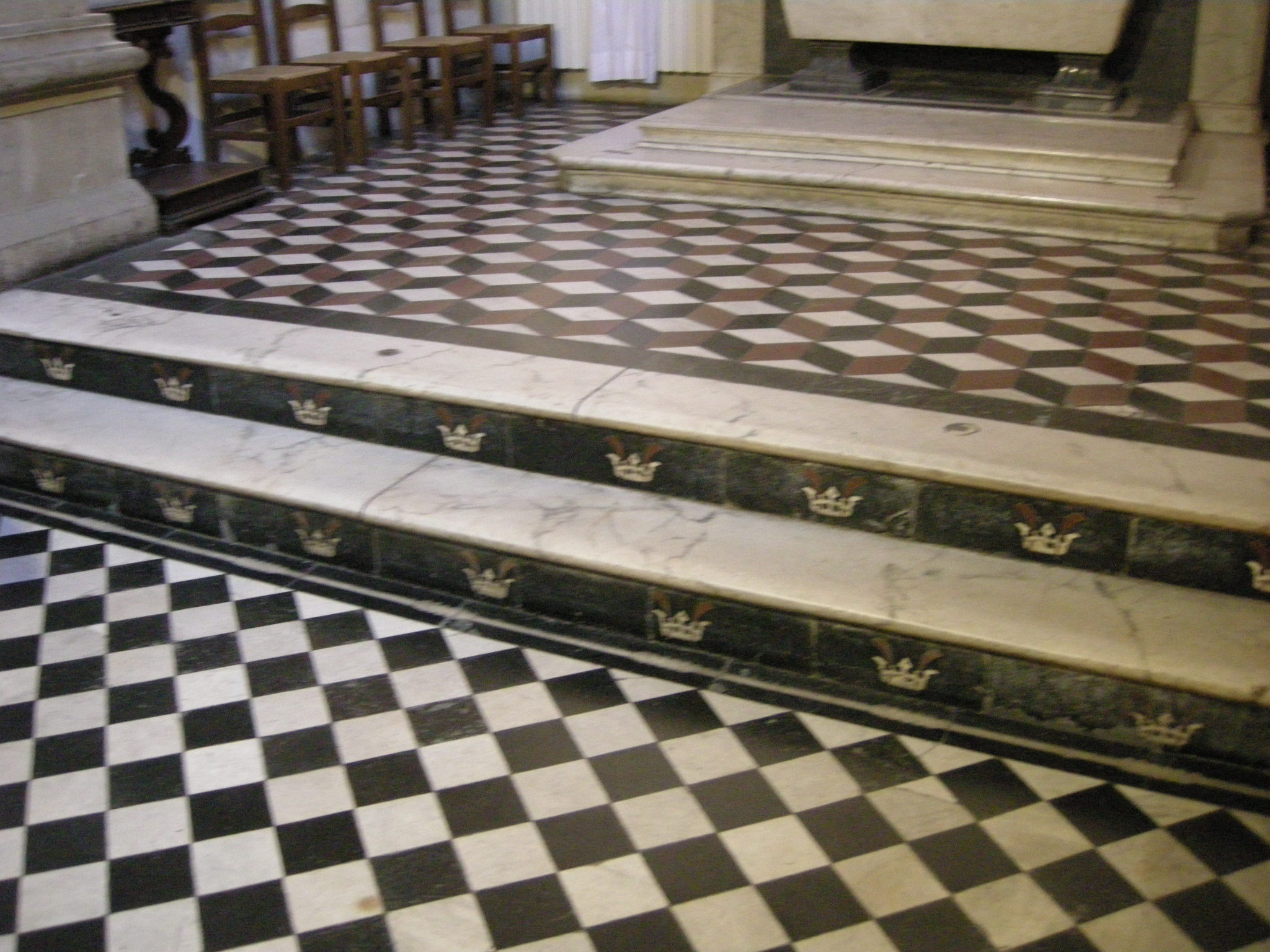
Pavimento
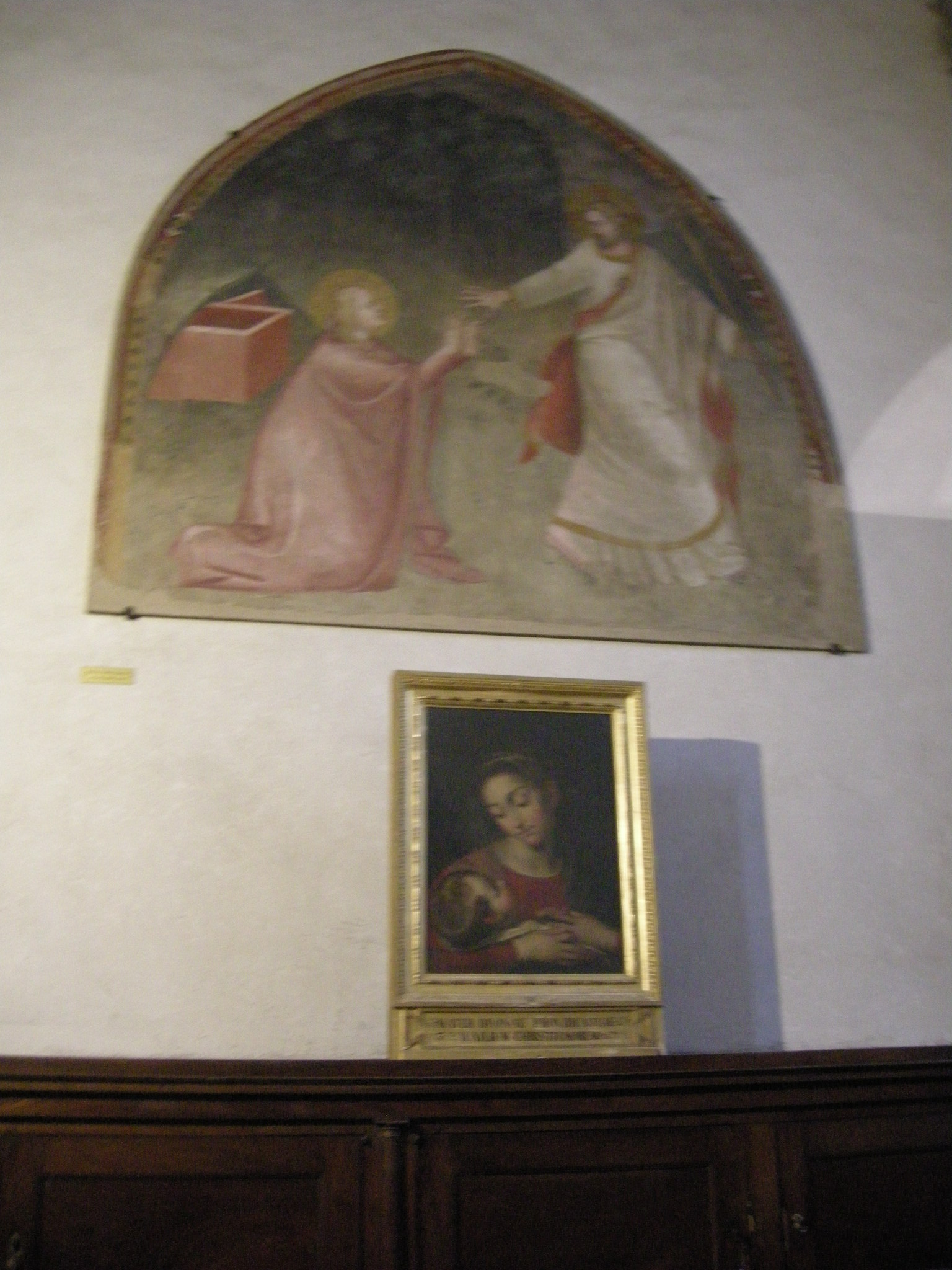
Noli me tangere di Puccio Capanna
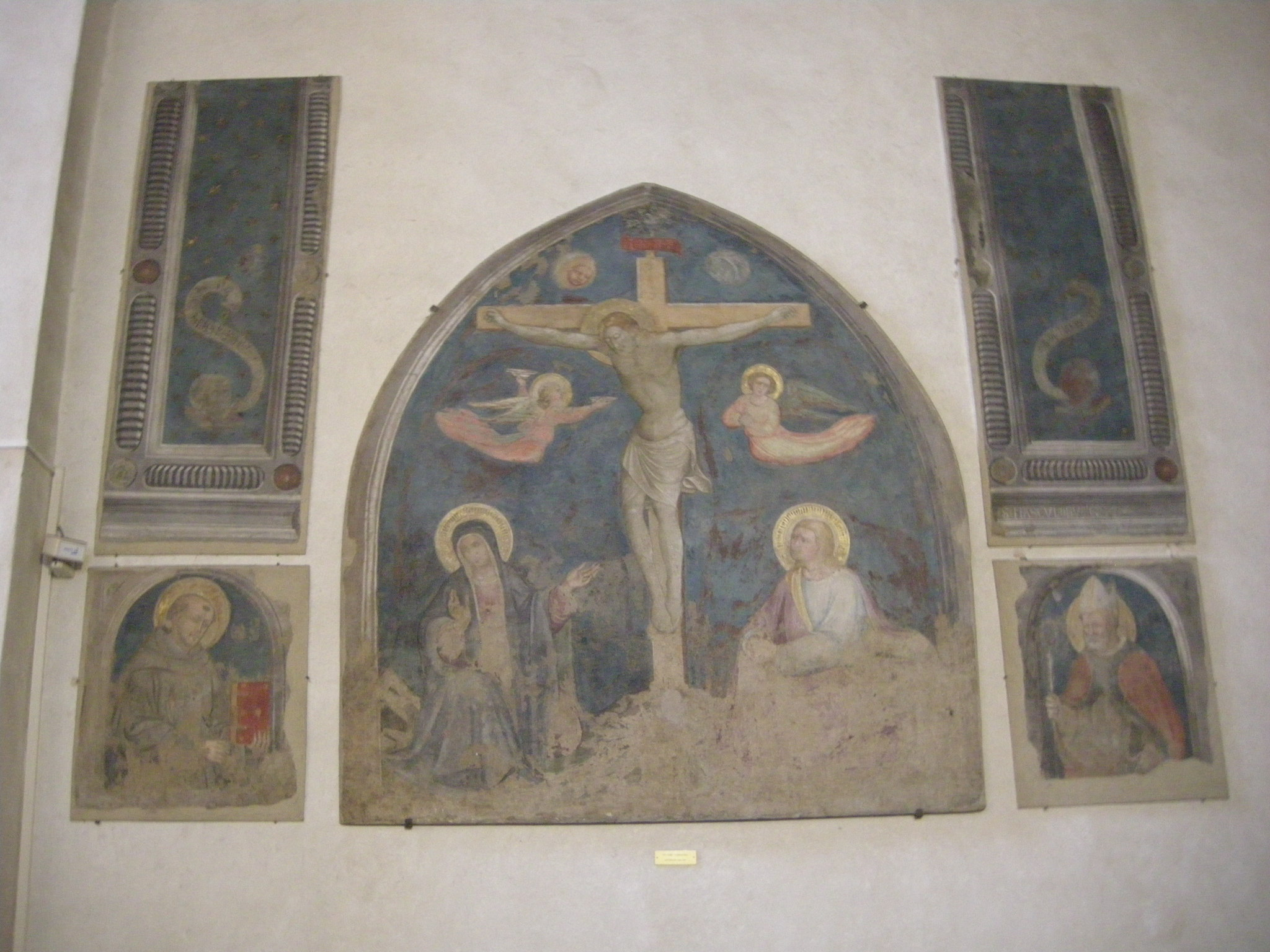
La Crocefissione